# Gerard van Tankeren
Gerard van Tankeren (Venlo, 6 juli 1938 - Venray, 24 december 2006) was een Nederlands voetballer. Hij verdedigde als doelman de kleuren van VVV.

## Carrière
Van Tankeren was als jeugdkeeper verbonden aan VVV. Vanwege een blessure van Frans Swinkels moest Ferdi Silz, de trainer van het eerste elftal, noodgedwongen een beroep op hem doen tijdens de laatste speelronde van het seizoen 1954-1955. Zo maakte hij op 26 juni 1955 als 16-jarige zijn profdebuut in de thuiswedstrijd van VVV tegen regerend landskampioen Eindhoven (4-0 winst). Van Tankeren behoort daarmee, samen met Niels Fleuren en Stan van Dijck die eveneens op 16-jarige leeftijd hun eerste officiële wedstrijd namens VVV speelden, tot de jongste debutanten van de Venlose profclub.
In de daaropvolgende seizoenen was hij slechts derde keus achter Frans Swinkels en Jacky Cordang. In 1961 vertrok Van Tankeren naar SC Irene waar hij nog enkele jaren het doel zou verdedigen. Hij overleed in 2006 op 78-jarige leeftijd.

## Profstatistieken
| Seizoen         | Club            | Competitie      | Competitie | Competitie | Beker | Beker | Overige | Overige | Totaal | Totaal |
| Seizoen         | Club            | Competitie      | Wed.       | Dlp.       | Wed.  | Dlp.  | Wed.    | Dlp.    | Wed.   | Dlp.   |
| --------------- | --------------- | --------------- | ---------- | ---------- | ----- | ----- | ------- | ------- | ------ | ------ |
| 1955/56         | VVV             | Eerste klasse D | 1          | 0          | —     | —     | —       | —       | 1      | 0      |
| 1955/56         | VVV             | Hoofdklasse A   | 0          | 0          | —     | —     | —       | —       | 0      | 0      |
| 1956/57         | VVV             | Eredivisie      | 0          | 0          | 0     | 0     | —       | —       | 0      | 0      |
| 1957/58         | VVV             | Eredivisie      | 0          | 0          | 0     | 0     | —       | —       | 0      | 0      |
| 1958/59         | VVV             | Eredivisie      | 0          | 0          | 0     | 0     | —       | —       | 0      | 0      |
| 1959/60         | VVV             | Eredivisie      | 0          | 0          | —     | —     | —       | —       | 30     | 0      |
| 1960/61         | VVV             | Eredivisie      | 0          | 0          | 0     | 0     | —       | —       | 0      | 0      |
| Carrière totaal | Carrière totaal | Carrière totaal | 1          | 0          | 0     | 0     | 0       | 0       | 1      | 0      |